# Francisco Díaz Covarrubias
Francisco Díaz Covarrubias (Xalapa-Enríquez, estat de Veracruz, 23 de gener de 1833 - París, 19 de maig de 1889) va ser un enginyer, geògraf, científic i diplomàtic mexicà. Guanyà cert prestigi arran de les seves aportacions als estudis geogràfics del territori mexicà i alhora per la seva contribució a la renovació de l'educació pública del país.